# Bakuhan
I termini bakuhan (幕藩?), bakuhansei (幕藩制?) o bakuhantaisei (幕藩体制?) indicano il sistema governativo di tipo feudale e gerarchico in auge in Giappone durante lo shogunato Tokugawa, introdotto sotto il governo di Ieyasu (1543-1616) e definitivamente consolidato sotto Hidetada (1579-1632) e Iemitsu (1604-1651).
Durante il periodo Edo lo shogunato divenne l'autorità politica più importante, mentre i daimyō conservarono il ruolo di governatori locali, soggetti al potere centrale ma detentori di maggiore autonomia nella gestione dei propri territori. Il sistema introdotto, un ibrido tra un governo centralizzato del bakufu e il modello di feudalesimo suggerito dalla realtà dell'autonomia degli han, si basò su una federazione di circa 270 feudi.

## Caratteristiche
Nei primi anni del periodo Edo lo shogunato Tokugawa si impegnò a ristabilire l'ordine politico e sociale nel paese attraverso l'emanazione di riforme radicali, sottoponendo i cittadini a rigide norme di condotta. La nazione, plasmata in base ai modelli confuciani, chiuse le porte ai contatti con gli stranieri e assunse inizialmente le caratteristiche tipiche di una società feudale. Quando Tokugawa Ieyasu assunse il titolo di shōgun, il bakufu si insediò nella città di Edo (la moderna Tokyo), mentre l'imperatore, privato di qualsiasi potere militare ed economico, rimase nella città di Kyoto.
La società venne suddivisa secondo una scala gerarchica il cui vertice era rappresentato dallo stesso shōgun, affiancato da rōjū (consiglieri anziani), wakadoshiyori (giovani consiglieri) e bugyō (commissari, sovrintendenti), ai quali era affidato il controllo dei templi, della capitale e delle finanze shogunali. Sotto la figura dello shōgun e la classe nobiliare la popolazione fu ulteriormente divisa in quattro caste separate: samurai, contadini, artigiani e mercanti, seguiti dai fuoricasta (eta, hinin).
Nel 1615 si procedette a una risistemazione strategica dei domini e venne emanato un codice di condotta per i clan militari, il Buke shohatto, con lo scopo di reprimere qualsiasi tentativo di ribellione o rimostranza da parte dei tozama, i daimyō sottomessi a Ieyasu dopo la sua salita al potere ma non appartenenti alla cerchia dello shōgun. Anche i nobili di corte, dopo l'emanazione del Kuge shohatto, furono messi sotto stretto controllo e declassati a mere figure di rappresentanza cerimoniale, prive di potere effettivo. Per aver ancora maggiore controllo sui daimyō venne inoltre istituito il sistema sankin kōtai, che obbligava gli stessi daimyō a possedere una seconda residenza a Edo.
Nel 1632 l'insieme delle leggi sui vassalli e sui nobili venne raccolta nel codice Shoshihatto e, con l'istituzione della politica autarchica del sakoku, fu proibito ai giapponesi di lasciare il paese. Agli stranieri fu invece proibito recarsi in Giappone, pena la morte.